# Zuhause Wohnen
zuhause wohnen ist eine erstmals 1967 unter dem Titel zuhause erschienene Zeitschrift, die sich mit dem Thema Wohnen beschäftigt. Schwerpunkt ist dabei die Innenausstattung von Bädern und Küchen sowie Dekoration.

## Geschichte
1967 erschien erstmals die Zeitschrift zuhause im Jahreszeiten Verlag. 1991 wurde die Zeitschrift in zuhause wohnen umbenannt.
Am 1. November 2018 kaufte das Verlagshaus GeraNova Bruckmann die Zeitschrift und ist seitdem Teil der Selbermachen Media GmbH.